# Clara Sola
Clara Sola är en spanskspråkig dramafilm från 2021, i regi av Nathalie Álvarez Mesén och med manus av henne i samarbete med María Camila Arias.
Filmen valdes ut som Costa Ricas Oscarbidrag, medan den på den svenska Guldbaggegalan 2022 vann fem Guldbaggar – inklusive för Bästa film, Bästa regi och Bästa manus.
Filmen utspelas i Costa Rica. Den är en poetisk historia om en 40-årig kvinnas sexuella uppvaknande.

## Handling
Clara Sola utspelas i en bergsby i Costa Rica, med djungeln runtomkring. Titelpersonen är en 40-årig kvinna, som enligt byborna har en helande kraft genom sin särskilda kontakt med Gud.
Claras 15-åriga systerdotter María genomgår övergångsriten till att bli kvinna. Samtidigt behandlas Clara radikalt annorlunda, och tecken på 40-åringens egen sexualitet undertrycks av den strängt religiösa modern via diverse straffåtgärder. Modern vill inte heller att Clara ska opereras mot sin skolios, eftersom denna ses som ett tecken från Gud.
Successivt bryter Clara sig dock fri från samhällets begränsande normer, för att i skogen upptäcka sin egen lust. I skogen får också Claras i det närmaste magiska förhållande till naturen eget liv.

## Medverkande
- Daniel Castañeda Rincón
- Wendy Chinchilla Araya (titelrollen Clara)
- Ana Julia Porras Espinoza (María)
- Flor María Vargas Chavez (Doña Fresia – Claras mor)

## Produktion och tema
Filmen är regisserad av Nathalie Álvarez Mesén, född i Stockholm 1988 och uppvuxen i Costa Rica. Hon återvände till Sverige 2006 och har därefter studerat film och producerat ett antal uppmärksammade kortfilmer. Álvarez Meséns svenska filmstudier på Fridhems folkhögskola skedde delvis samtidigt som Ninja Thybergs tid på skolan; båda debuterade 2021 med varsin långfilm omkring teman som sexualitet ur kvinnlig synvinkel – i Thybergs fall med Pleasure. I båda filmerna spelas de kvinnliga huvudrollerna av filmdebutanter.

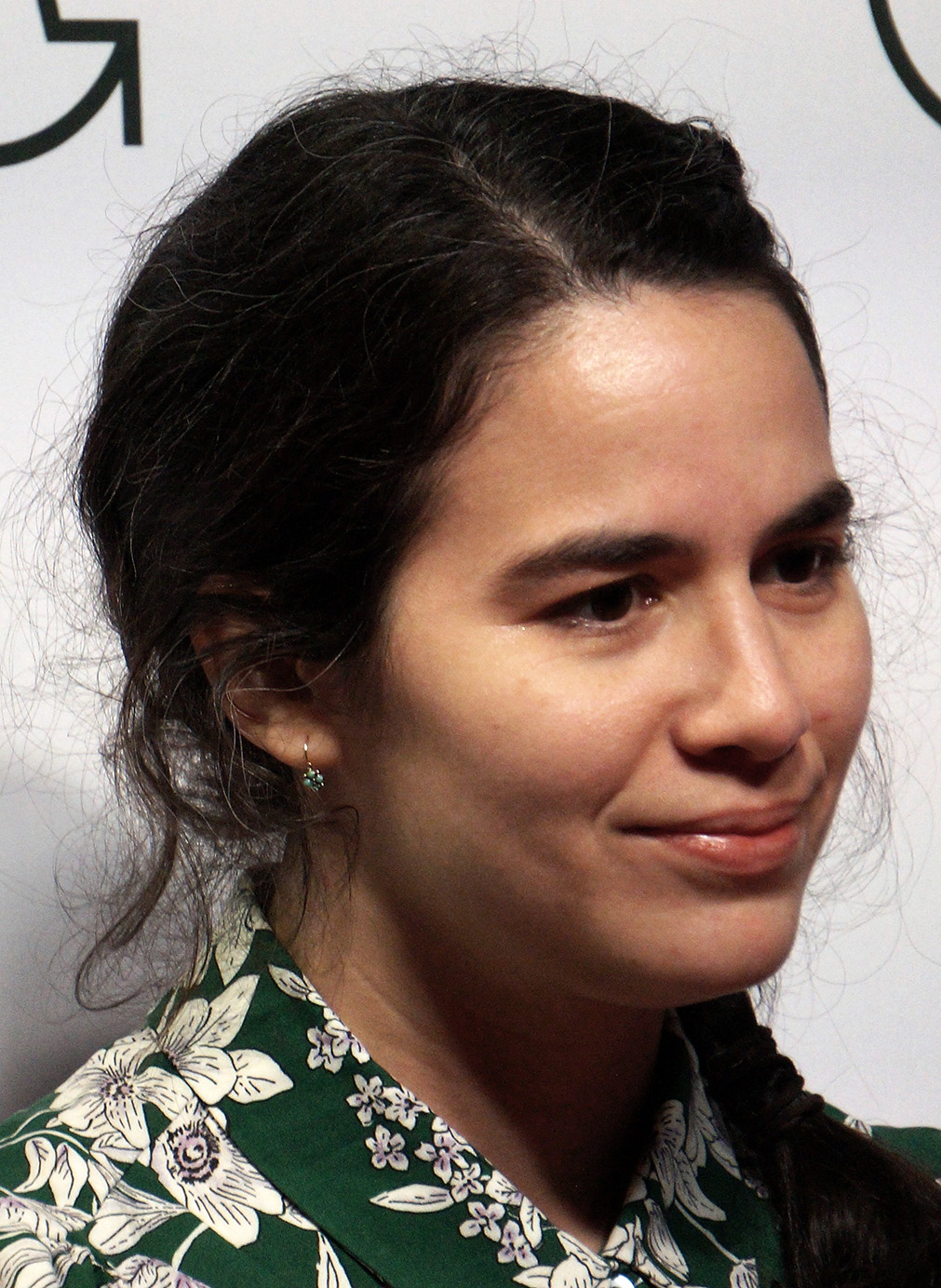
Regissören Nathalie Álvarez Mesén (2021).

Arbetet med Clara Sola inleddes 2015, i samband med att projektet blev uttaget till STHLM Debut, Filmregion Stockholm-Mälardalens växthusprojekt för filmare. Filmen, som utspelas i en bergsby i Costa Rica, handlar om en 40-årig kvinnas målsättning att själv få styra över sin kropp, kvinnlighet och sexualitet. Detta var en miljö som regissören själv växte upp i. Filmens huvudroll talar mer med kroppen än med ord.[källa behövs] Regissören har en bakgrund som mimskådespelare.  
Regissören Álvarez Mesén ville med filmen väcka tankar omkring olika patriarkala och religiösa normer. Dessa ärvs från generation till generation i bland annat det traditionella latinamerikanska samhället – också i miljöer styrda av kvinnor. Även människans relation till naturen, och gränsen mellan de båda, sågs som viktig.
Under resans gång deltog produktionsbolag från fem länder – Belgien, Costa Rica, Sverige, USA och Tyskland. Trots att filmen har tal på spanska klassades den av nomineringsjuryn inför Guldbaggegalan 2022 som en svensk film, och den nominerades i huvudklassen som en av fem filmen som kandiderade till Guldbaggen för bästa film. Clara Sola hade svensk biopremiär i november 2021.

## Produktion
Filmen är en samproduktion mellan sex länder (inklusive Costa Rica och Sverige). 

## Distribution och mottagande
Filmen hade sin världspremiär på 2021 års filmfestival i Cannes, på grund av covid-19-pandemin flyttad till juli månad.
Recensenter uppmärksammade filmen för dess kvinnliga perspektiv och belysande frågeställningar kring sexuell egenmakt. Recensenterna har även noterat sceneriernas skönhet (filmfotot belönades med en Guldbagge) samt det långsamma och ibland övertydliga symbolspråket.
Huvudrollsinnehavaren Wendy Chinchilla Araya, som är professionell dansare, har rosats för sitt övertygande och frenetiska – men fåordiga – spel. Även det costaricanska bergslandskapets centrala roll för filmfotot har uppmärksammats, och filmfotografen Sophie Winqvist Loggins anses nästan följa Claras färd i landskapet som en respektfull naturfilmare. Claras kontakt med naturens makter sägs omges av en magisk realism, och kritiker menar även att naturmystiken verkar ha något nordiskt över sig.
Inför 2022 års svenska Guldbaggegala nominerades filmen till nio priser. Till slut vann den fem Guldbaggar – för Bästa film, Bästa regi, Bästa manus, Bästa foto och Bästa ljuddesign.